# Spetsig dvärgbågmossa
Spetsig dvärgbågmossa (Pseudoleskeella nervosa) är en bladmossart som först beskrevs av Brid., och fick sitt nu gällande namn av Elsa Cecilia Nyholm. Spetsig dvärgbågmossa ingår i släktet dvärgbågmossor, och familjen Leskeaceae. Arten är reproducerande i Sverige.